# Amir Adamowitsch Adujew
Amir Adamowitsch Adujew (russisch Амир Адамович Адуев; * 11. Mai 1999 in Ordschonikidsewskaja) ist ein russisch-französischer Fußballspieler.

## Karriere

### Verein
Adujew begann seine Karriere bei Avignon Football. Im November 2005 wechselte er zu Onet-le-Château Football. Zur Saison 2012/13 kam er in die Jugend des HSC Montpellier. Im September 2016 spielte er erstmals für die Reserve von Montpellier in der vierthöchsten Spielklasse. Mit Montpellier B stieg er am Ende der Saison 2016/17 in die fünfte Liga ab.
Mit der U-19 der Franzosen nahm er in der Saison 2018/19 an der UEFA Youth League teil, in der man im Achtelfinale am FC Chelsea scheiterte. Im März 2019 stand Adujew gegen den SCO Angers erstmals im Kader der Profis, zur Saison 2019/20 rückte er fest in diesen. Für die erste Mannschaft von Montpellier sollte er allerdings nie zum Einsatz kommen. Für die Reserve kam er in vier Jahren zu 66 Einsätzen, in denen er 21 Tore erzielte.
Im Oktober 2020 wechselte er in seine tschetschenische Heimat zu Achmat Grosny. Sein Debüt für Grosny in der Premjer-Liga gab er im November 2020, als er am 16. Spieltag der Saison 2020/21 gegen Lokomotive Moskau in der 83. Minute für Wladimir Iljin eingewechselt wurde. Bis Saisonende kam er zu acht Einsätzen für Achmat. In der Saison 2021/22 kam er bis zur Winterpause allerdings nicht mehr zum Einsatz. Daraufhin wurde er im Februar 2022 nach Kasachstan an Schachtjor Qaraghandy verliehen.

### Nationalmannschaft
Adujew absolvierte im März 2019 zwei Spiele für die russische U-21-Auswahl.

## Persönliches
Adujew wurde in Ordschonikidsewskaja in der russischen Teilrepublik Inguschetien geboren und gehört der Minderheit der Tschetschenen an. Er kam im Alter von drei Jahren nach Frankreich und wuchs dort auf.